# Skräddartorget

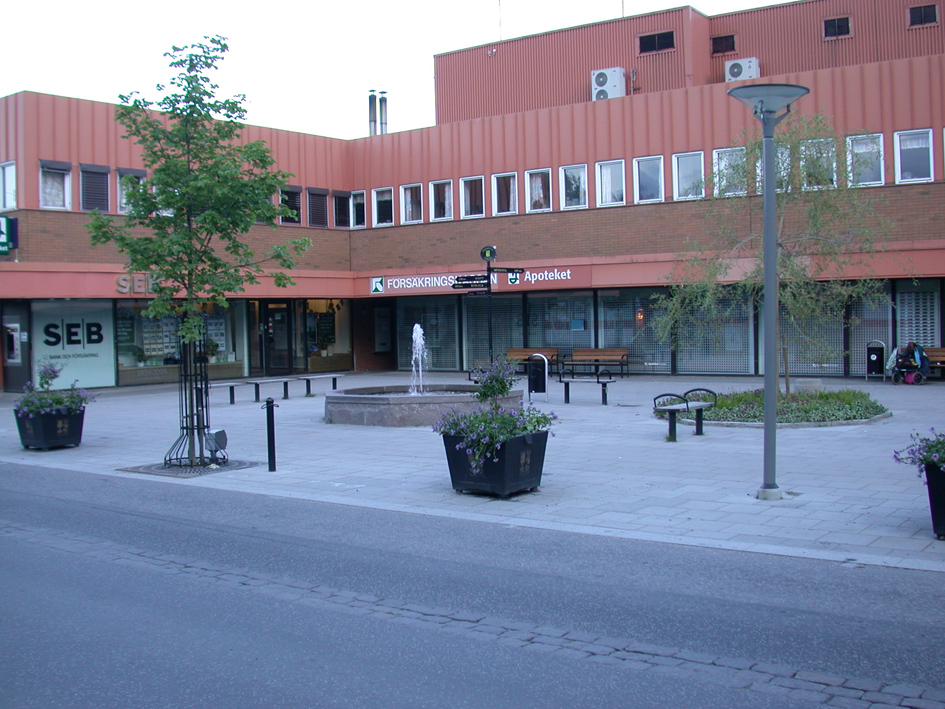
Vy över Skräddartorget

Skräddartorget är ett torg i centrala Vingåker i Sörmland.
Från början var Vingåkers bebyggelse starkt koncentrerad till området omkring Västra Vingåkers kyrka, men efter att orten anslutits till det svenska järnvägsnätet i och med uppförandet av den Västra stambanan år 1862 började samhället att expandera i sydlig riktning. I dag (2007) är Vingåkers centrum istället koncentrerat till Skräddartorget. Det är beläget strax norr om järnvägsstationen – på vägen mot kyrkan. Det döptes till ”Skräddartorget” för att knyta an till ortens tradition som betydande centrum för textilindustri. På och i anslutning till torget finns flera butiker. Däribland en ICA och Apoteket. På torget har man även placerat ut en skylt som talar om avståndet till kommunens olika vänorter.